# Гобаев, Артём Артурович
Артём Артурович Гобаев (7 января 2004, Владикавказ, Северная Осетия, Россия) — российский борец вольного стиля. Призёр чемпионатов России.

## Спортивная карьера
Является уроженцем Владикавказа. В апреле 2021 года в Иркутске стал бронзовым призёром первенства России среди юниоров до 21 года. В конце марта 2022 года в Каспийске, одержав победу в финале над Львом Павловым из Якутии, стал победителем Первенства России по среди юниоров до 21 года памяти Героя России Нурмагомеда Гаджимагомедова. В конце сентября 2022 года в Ханты-Мансийске победил на Первенстве России среди юниоров до 24 лет, в финале одолел Жаргала Баяндуева из Бурятии. 20 июня 2023 года вышел в финал чемпионата России в Каспийске. 21 июня 2023 года в финале чемпионата России уступил Зауру Угуеву. 2 июля 2024 года ему было присвоено звание мастер спорта России.

## Спортивные результаты
- Чемпионат России по вольной борьбе 2023 — ;
- Чемпионат России по вольной борьбе 2024 — ;
- Чемпионат Европы по борьбе среди спортсменов до 23 лет (Баку, 2024) — ;